# الخادمة (فلم 1984)
الخادمة هو فيلمٌ مصريٌ أُنتج عام 1984.

## قصة الفيلم
حين يعود الساعي إبراهيم (حافظ أمين) إلى بيته، يكتشف أن زوجته فردوس (نادية الجندي) تخونه مع العجلاتي أبو سريع (سعيد صالح). يحاول فضحهما، لكنهما يمسكانه، وتقتلُ فردوس زوجها خنقاً بالمخدة، ويعتقد الجيران أن الساعي إبراهيم مات ميتة طبيعية. تتحصل فردوس على فرصة للعمل خادمة لدى سيدة الأعمال حكمت هانم (مديحة يسري)، بواسطة الساعي فاضل (أحمد غانم). تسكن حكمت في بيتها الكبير مع ابنها الوحيد علاء (ممدوح عبد العليم)، الذي يتسم بالخجل، وضعف الشخصية.
يقوم أبو سريع العجلاتي بإقناع فردوس بأن تغري الشاب علاء، حتى يغرم بها. يقع علاء في حبائل فردوس، لكن حكمت تكتشف العلاقة الآثمة بين فردوس وابنها بعد فترة، فتقوم بطرد الخادمة. لكن علاء المغرم بفردوس يتزوجها رغماً عن أمه، فُتصاب أمه بالشلل. تصبح فردوس هي مديرة شركة التي تملكها حكمت هانم، ويقوم عشيقها أبو سريع بافتتاح محل للدراجات النارية. لكنه رغم ذلك يطلب من فردوس مبلغاً كبيراً من المال، فتقوم بتحريضه على سرقة مجوهرات حكمت هانم. لكن ذلك لم يكن إلاّ فخاً لأبو سريع، حيث خانته فردوس، وأبلغت الشرطة عنه، وسُجن. تخون فردوس زوجها علاء مع محاسب الشركة فتحي (مصطفى فهمي)، المحاسب الفاسد المستعد لدفع أي رشوة لاتمام معاملاته، كما خانت زوجها الأول مع أبو سريع! لكن علاء يكتشف تلك الخيانة، فيطلقها.

## شخصيات الفيلم
- نادية الجندي في دور الخادمة فردوس.
- سعيد صالح في دور أبو سريع العجلاتي (مصلح الدراجات)، عشيق فردوس الأول.
- مديحة يسري في دور حكمت هانم.
- ممدوح عبد العليم في دور علاء، ابن حكمت، وزوج فردوس الثاني.
- حافظ أمين في دور الساعي إبراهيم، زوج فردوس الأول.
- مصطفى فهمي في دور المحاسب فتحي، عشيق فردوس الثاني.
- أحمد غانم في دور الساعي فاضل.

## وصلات خارجية
- مقالات تستعمل روابط فنية بلا صلة مع ويكي بيانات
- الخادمة على الدهليز
- الخادمة على كاروهات

## مصدر
1. ↑  محمود قاسم، موسوعة الأفلام الروائية في مصر والعالم العربي، الجزء الثاني، الهيئة المصرية العامة للكتاب، 2006، ص 729.
2. ↑  بينها "أهل القمة" و"وكالة البلح".. أعمال سينمائية من أدب نجيب محفوظ نسخة محفوظة 30 مارس 2022 على موقع واي باك مشين.